# Спортсмен року Словенії
Спортсмен року Словенії і Спортсменка року Словенії - щорічні нагороди, які вручаються на основі проведеного голосування за найкращого спортсмена\спортсменку серед спортивних журналістів Словенії. Першу нагороду було присуджено в 1968 році. До 1991 року, Словенія входила в склад Соціалістичної Республіки Словенії.

## Переможці

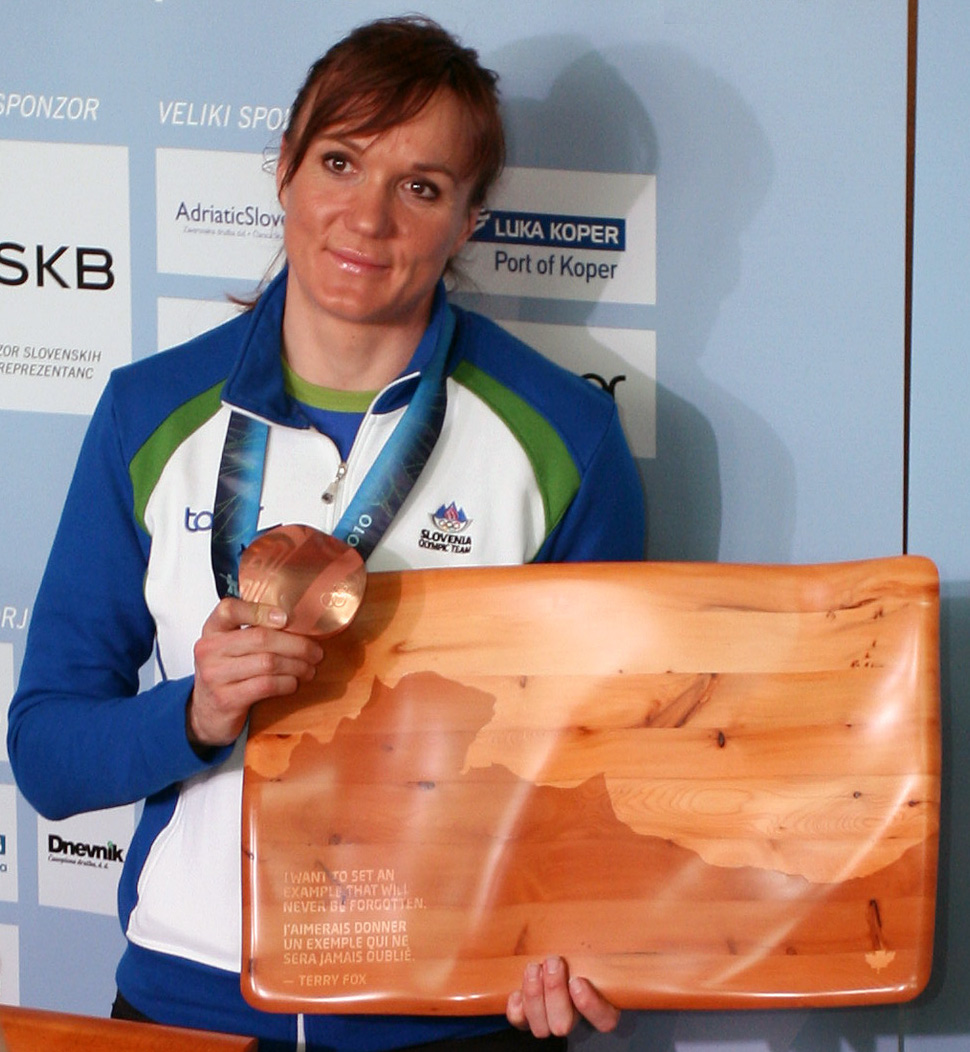
Петра Майдич

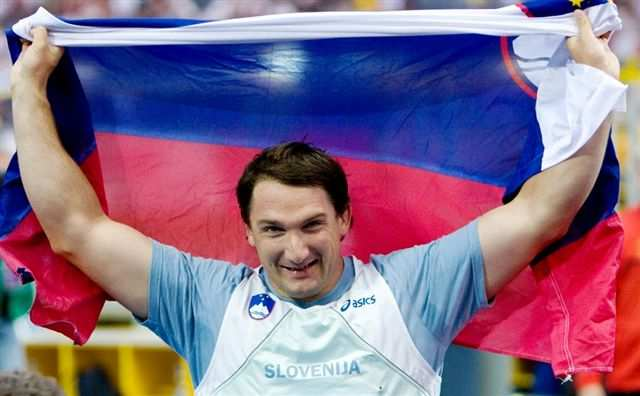
Прімож Козмус

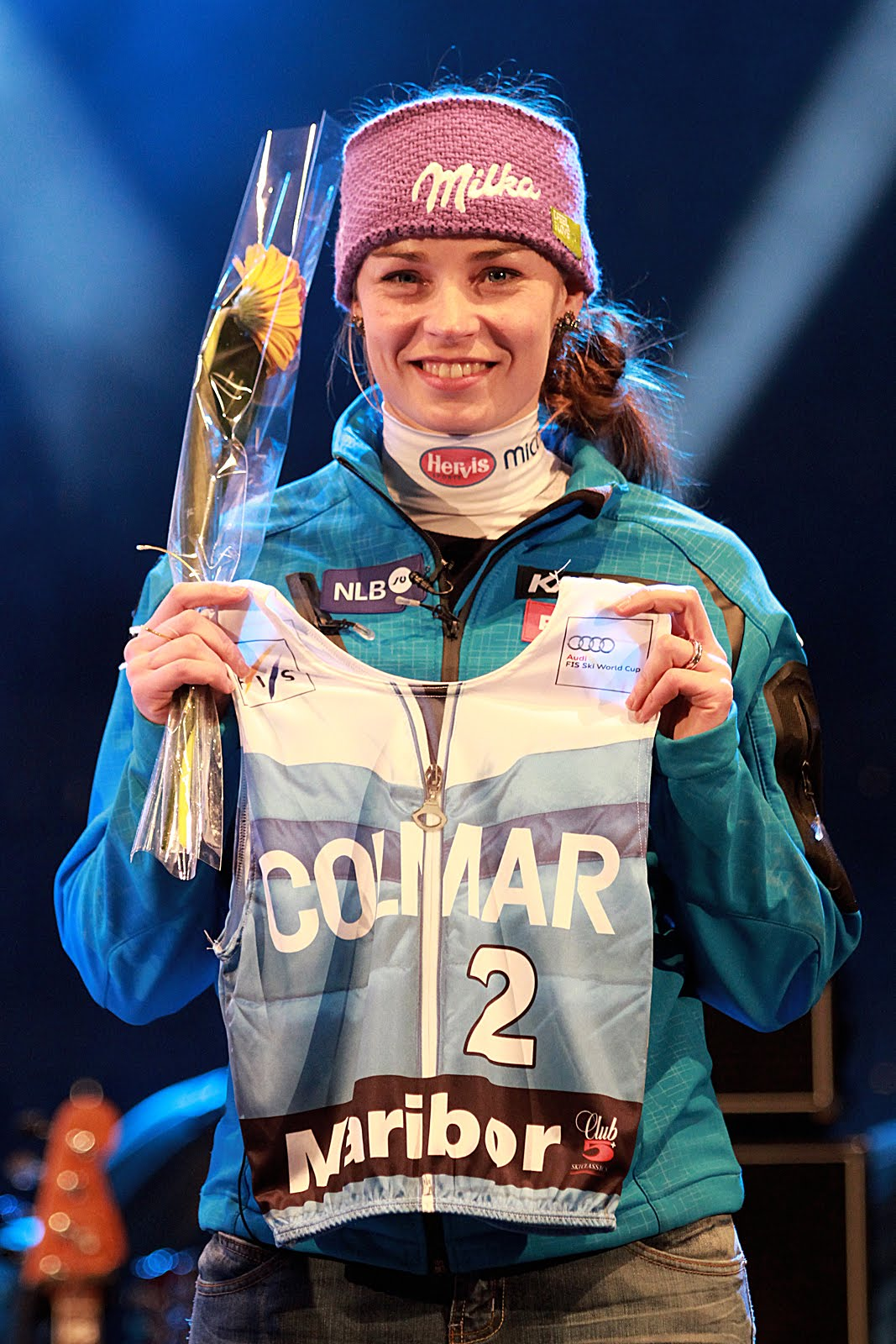
Тіна Мазе

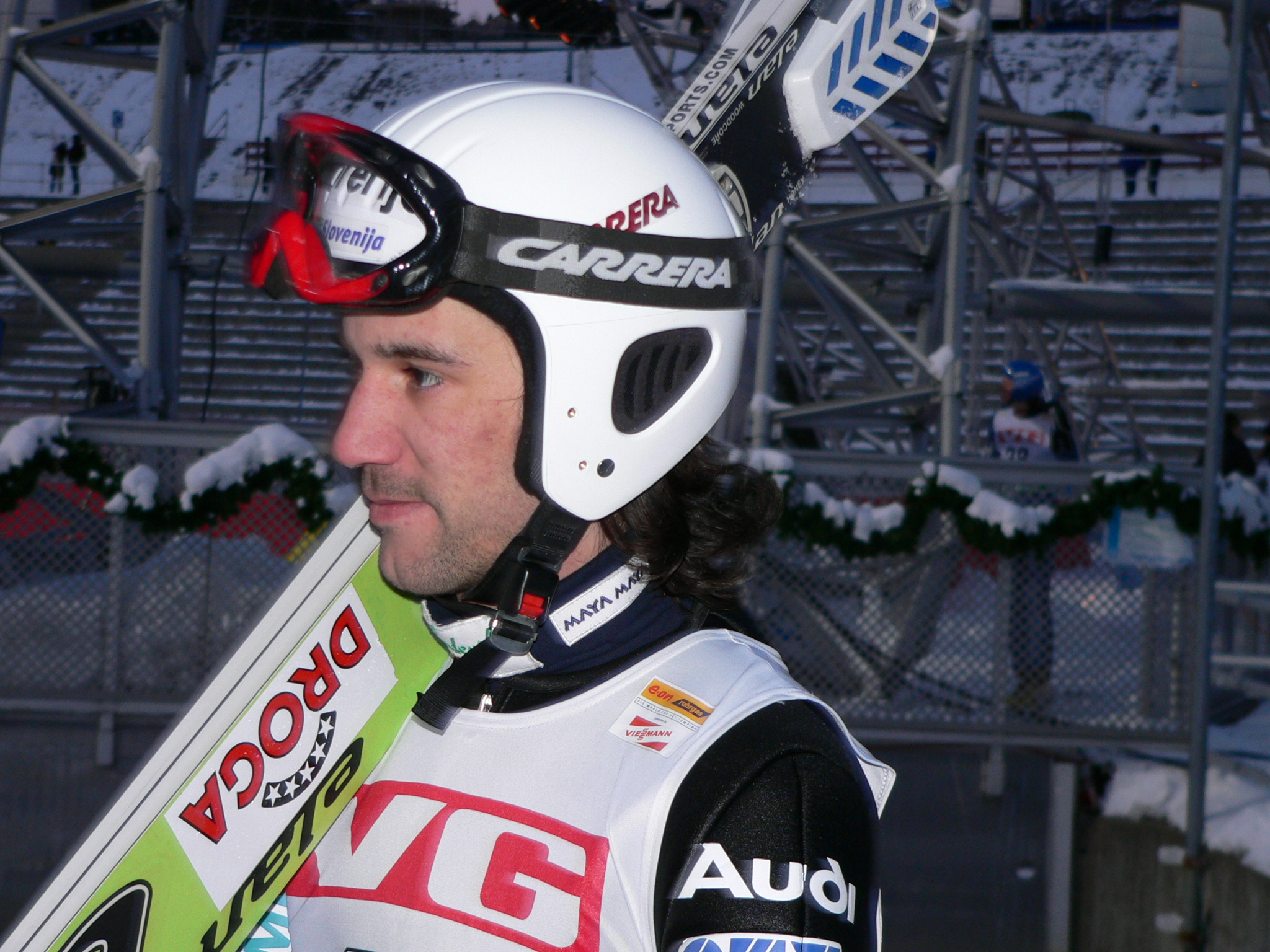
Прімож Петерка

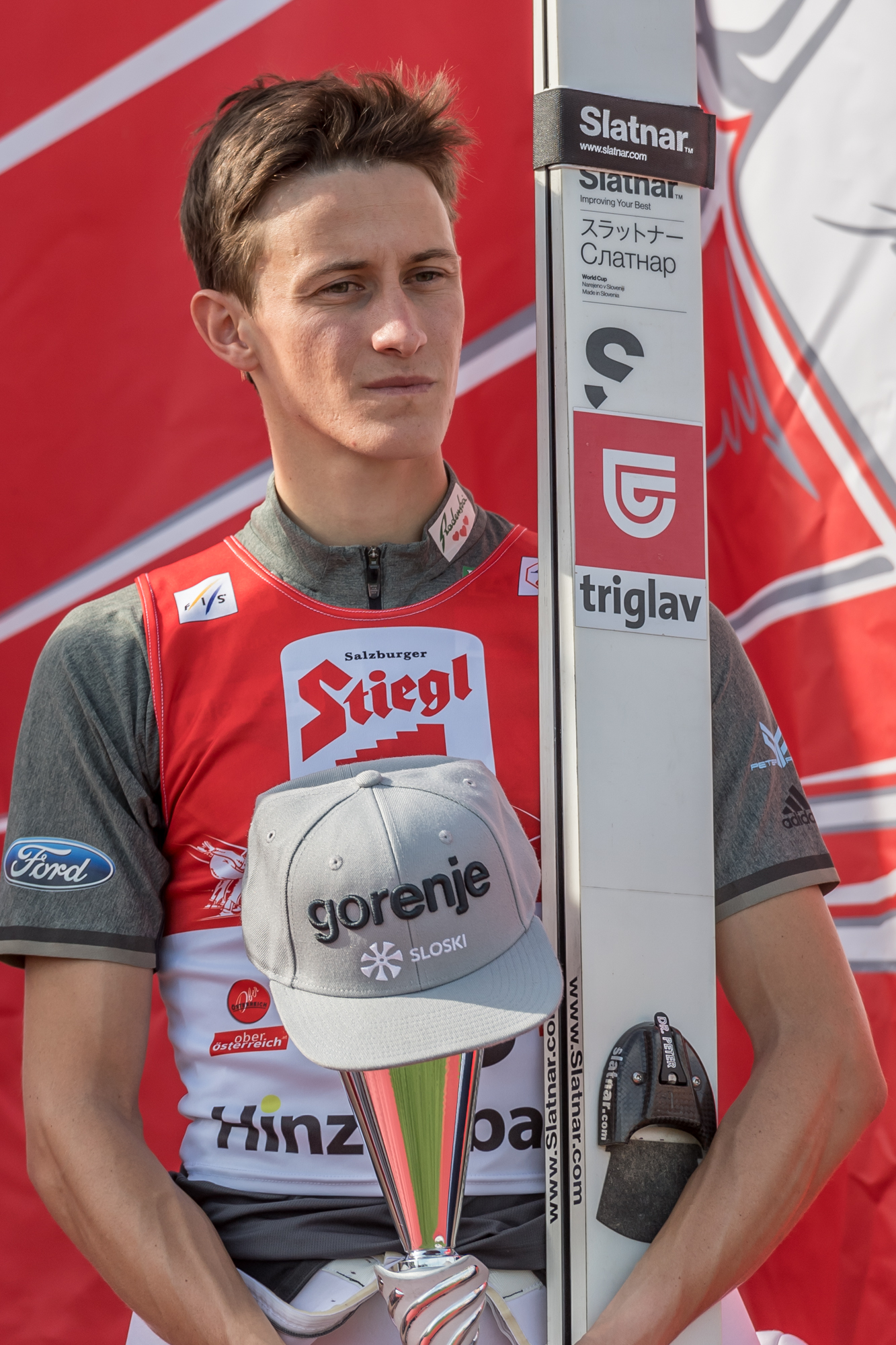
Петер Превц

| Спорт                   | Спортсменка         | Рік  | Спортсмен          | Спорт                   |
| ----------------------- | ------------------- | ---- | ------------------ | ----------------------- |
| легка атлетика          | Маріяна Любей       | 1968 | Мирослав Церар     | спортивна гімнастика    |
| легка атлетика          | Наташа Урбанціц     | 1969 | Іво Данеу          | баскетбол               |
| легка атлетика          | Наташа Урбанціц (2) | 1970 | Мирослав Церар (2) | спортивнасно гімнастика |
| легка атлетика          | Наташа Урбанціц (3) | 1971 | Бранко Облак       | футбол                  |
| легка атлетика          | Наташа Урбанціц (4) | 1972 | Даніло Пудгар      | стрибки з трампліна     |
| легка атлетика          | Наташа Урбанціц (5) | 1973 | Вінко Єловац       | баскетбол               |
| легка атлетика          | Наташа Урбанціц (6) | 1974 | Вінко Єловац (2)   | баскетбол               |
| теніс                   | Міма Яушовець       | 1975 | Боян Кріжай        | гірськолижний спорт     |
| теніс                   | Міма Яушовець (2)   | 1976 | Борут Петріц       | плавання                |
| теніс                   | Міма Яушовець (3)   | 1977 | Борут Петріц (2)   | плавання                |
| дев'ятипінговий боулінг | Льюба Ткальціц      | 1978 | Борут Петріц (3)   | плавання                |
| легка атлетика          | Бреда Лоренці       | 1979 | Боян Кріжай (2)    | гірськолижний спорт     |
| теніс                   | Міма Яушовець (4)   | 1980 | Боян Кріжай (3)    | гірськолижний спорт     |
| гірськолижний спорт     | Бояна Дорніг        | 1981 | Борут Петріц (4)   | плавання                |
| гірськолижний спорт     | Андрея Лесковсек    | 1982 | Боян Кріжай (4)    | гірськолижний спорт     |
| легка атлетика          | Лідія Лапайне       | 1983 | Борут Петріц (5)   | плавання                |
| гірськолижний спорт     | Матея Свет          | 1984 | Юре Франко         | гірськолижний спорт     |
| гірськолижний спорт     | Матея Свет (2)      | 1985 | Рок Петровіц       | гірськолижний спорт     |
| гірськолижний спорт     | Матея Свет (3)      | 1986 | Рок Петровіц (2)   | гірськолижний спорт     |
| гірськолижний спорт     | Матея Свет (4)      | 1987 | Боян Кріжай (5)    | гірськолижний спорт     |
| гірськолижний спорт     | Матея Свет (5)      | 1988 | Матяж Дебелак      | стрибки з трампліна     |
| гірськолижний спорт     | Матея Свет (6)      | 1989 | Андрей Єленц       | веслувальний слалом     |
| гірськолижний спорт     | Матея Свет (7)      | 1990 | Томо Цесен         | альпінізм               |
| гірськолижний спорт     | Наташа Бокал        | 1991 | Франці Петек       | стрибки з трампліна     |
| дев'ятипінговий боулінг | Маріка Кардінар     | 1992 | Раймонд Дебевець   | стрілецький спорт       |
| легка атлетика          | Брігіта Буковец     | 1993 | Ігор Майцен        | плавання                |
| легка атлетика          | Брітта Білац        | 1994 | Юре Кошир          | гірськолижний спорт     |
| легка атлетика          | Брігіта Буковец (2) | 1995 | Ізток Чоп          | веслування              |
| легка атлетика          | Брігіта Буковец (3) | 1996 | Андраж Веховар     | веслувальний слалом     |
| легка атлетика          | Брігіта Буковец (4) | 1997 | Прімож Петерка     | стрибки з трампліна     |
| легка атлетика          | Брігіта Буковец (5) | 1998 | Прімож Петерка (2) | стрибки з трампліна     |
| плавання                | Метка Спаровец      | 1999 | Грегор Цанкар      | легка атлетика          |
| гірськолижний спорт     | Спела Претнар       | 2000 | Раймонд Дебевець   | стрілецький спорт       |
| легка атлетика          | Аленка Бікар        | 2001 | Андрей Хавтпман    | шосейний велоспорт      |
| легка атлетика          | Йоланда Цеплак      | 2002 | Альяж Пеган        | спортивна гімнастика    |
| легка атлетика          | Йоланда Цеплак (2)  | 2003 | Деян Косір         | сноубординг             |
| легка атлетика          | Йоланда Цеплак (3)  | 2004 | Василій Жбогар     | плавання під вітрилами  |
| гірськолижний спорт     | Тіна Мазе           | 2005 | Мітья Петковсек    | спортивна гімнастика    |
| лижні перегони          | Петра Майдич        | 2006 | Матіц Осовнікар    | легка атлетика          |
| лижні перегони          | Петра Майдич (2)    | 2007 | Прімож Козмус      | легка атлетика          |
| плавання                | Сара Ісакович       | 2008 | Прімож Козмус (2)  | легка атлетика          |
| лижні перегони          | Петра Майдич (3)    | 2009 | Прімож Козмус (3)  | легка атлетика          |
| гірськолижний спорт     | Тіна Мазе (2)       | 2010 | Деян Завец         | бокс                    |
| гірськолижний спорт     | Тіна Мазе (3)       | 2011 | Петер Каузер       | веслувальний слалом     |
| дзюдо                   | Уршка Жолнір        | 2012 | Анже Копітар       | хокей на льоді          |
| гірськолижний спорт     | Тіна Мазе (4)       | 2013 | Петер Превц        | стрибки з трампліна     |
| гірськолижний спорт     | Тіна Мазе (5)       | 2014 | Петер Превц (2)    | стрибки з трампліна     |
| гірськолижний спорт     | Тіна Мазе (6)       | 2015 | Петер Превц (3)    | стрибки з трампліна     |
| дзюдо                   | Тіна Трстеняк       | 2016 | Петер Превц (4)    | стрибки з трампліна     |
| гірськолижний спорт     | Ілька Штугець       | 2017 | Горан Драгич       | баскетбол               |
| спортивне скалолазання  | Яня Гарнбрет        | 2018 | Лука Дончич        | баскетбол               |
| спортивне скалолазання  | Яня Гарнбрет (2)    | 2019 | Прімож Рогліч      | шосейний велоспорт      |